# Желваков, Вячеслав Юрьевич
Вячеслав Юрьевич Желваков (род. 24 октября 1956 года, Яранск, Кировская область, РСФСР, СССР) — советский и российский художник, график и педагог, академик Российской академии художеств (2006). Народный художник Российской Федерации (2007).

## Биография
Родился 24 октября 1956 года в Яранске Кировской области, живёт и работает в Москве.
Учился в детской художественной школе в Йошкар-Оле; в 1976 году окончил Марийское художественное училище, где преподавал его отец Юрий Андреевич Желваков. В 1976—1982 годах учился в МГАХИ имени В. И. Сурикова — на факультете графики. В качестве диплома защитил в 1982 году серию офортов (девять листов) «Труды и дни Михайло Ломоносова».
В 1987 году окончил творческую мастерскую графики Академии художеств СССР под руководством академика О. Г. Верейского.
С 1988 года — член Союза Художников СССР, с 1997 года — член Союза художников России, член МОСХ, с 2006 года — член ТСХ.
С 1989 года работает в студии художников имени В. В. Верещагина МВД России.
В 2001 году стал профессором кафедры живописи и академического рисунка Российской академия живописи, ваяния и зодчества Ильи Глазунова и был избран членом-корреспондентом, с 2006 года — академик Российской академии художеств. С 2007 года — Народный художник Российской Федерации.
С 2011 года — профессор кафедры живописи, рисунка и композиции Академии акварели и изящных искусств Сергея Андрияки.
С 2012 года — член Комиссии при Президенте Российской Федерации по государственным наградам, член Общественного совета при УТ МВД России по Центральному Федеральному округу.
Советник по культуре при Президенте Совета ветеранов УТ МВД по Центральному Федеральному округу.
С 2019 года — член редакционной коллегии научно-методического журнала «Secreta Artis».
С 2020 года — директор Школы акварели Сергея Андрияки.
После смерти Сергея Андрияки 16 мая 2024 года является временно исполняющим обязанности ректора Академии акварели и изящных искусств.
В июле 2024 женился.

### Основные проекты и произведения
«Труды и дни Михайло Ломоносова» (офорт; 1982), «На родине Фёдора Абрамова» (1986), «Будни и праздники северной деревни» (бумага, карандаш; 1988), «Легенда о Нормандии» (автолитогр, 2000), «По Дальнему востоку», «По БАМу» (бумага, карандаш; 1992), «По Греции» (бумага, пастель; 1996—1997), «Долгие ночи блокадные» (бумага, карандаш; 1995), «Солдатские песни» Б. (бумага, смеш. техн.; 1995, 1996), «Славные сыны Отечества» (бумага, карандаш; 1999—2005 ), «Буденовская трагедия» (бумага, смеш. техн.; 1995), «Городовые российской империи» (бумага, карандаш; 1999—2005), «Флотоводцы России» (бумага, карандаш; 2005—2010), «Жаркое лето Иерусалима 2006» (бумага, карандаш; 2008), серия иллюстраций к роману М. Булгакова «Мастер и Маргарита» (бумага, карандаш; 2004—2014), «Городовые российской империи» (бумага, карандаш; 1999—2005), «История милиции — история страны» (бумага, карандаш; 2009—2012), «Хроника транспортной полиции» (бумага, карандаш; 2012—2014).

## Награды и звания
- Орден Дружбы (30 августа 2017 года) — за большой вклад в развитие отечественной культуры и искусства, средств массовой информации, многолетнюю плодотворную деятельность[2]
- Юбилейная медаль «Двадцать лет Победы в Великой Отечественной войне 1941—1945 гг.» (1995)
- Медаль Жукова (1995)
- Медаль «300 лет Российскому флоту» (1996)
- Медаль «В память 850-летия Москвы» (1997)
- Народный художник Российской Федерации (2007)
- Премия ЦК ВЛКСМ (1989)
- Диплом Правительства Москвы (2005)
- Лауреат премии Министерства внутренних дел России (1993, 2002)
- Лауреат премии «За активную работу по пропаганде истории и традиций транспортной полиции» (2013)